# Indre Sorokaite
Indre Sorokaite est une joueuse italienne d'origine lituanienne de volley-ball née le 2 juillet 1988 à Kaunas (Lituanie). Elle mesure 1,88 m et joue au poste de réceptionneuse-attaquante.

## Clubs
| Club                 | Pays        | De        | À             |
| -------------------- | ----------- | --------- | ------------- |
| Montesilvano Volley  | Italie      | 2003-2004 | 2003-2004     |
| Volley Castelfidardo | Italie      | 2004-2005 | 2005-2006     |
| Volley Bergamo       | Italie      | 2006-2007 | 2008-2009     |
| Chieri Volley        | Italie      | 2009-2010 | décembre 2012 |
| Azerrail Bakou       | Azerbaïdjan | 2012-2013 | 2012-2013     |
| Denso Airybees       | Japon       | 2013-2014 | …             |

## Palmarès
- Ligue des champions
  - Vainqueur : 2007, 2009.
- Coupe d'Italie
  - Vainqueur : 2008, 2020
- Supercoupe d'Italie
  - Vainqueur : 2014, 2019.
- V.League Division 2
  - Vainqueur : 2014.

- Championnat du monde des clubs
  - Vainqueur : 2019.